# 郎位增二
后髮座9，又名BD+28 2106，HD 107213、SAO 82244、HR 4688，是后髮座的一颗恒星，视星等为6.33，位于銀經202.8，銀緯82.85，其B1900.0坐标为赤經12h 14m 29s，赤緯+28° 82.85′ 56″。